# Leoncjusz Teotokita
Leoncjusz Teotokita, gr. Λεόντιος Θεοτοκίτης, Leontios Theotokitēs – patriarcha Konstantynopola w 1189 r.

## Życiorys
Leoncjusz został patriarchą Konstantynopola po krótkim 9-dniowym urzędowaniu Dozyteusza w lutym 1189 i utrzymał się na stolicy patriarszej do początku września tegoż roku, kiedy to ponownie zastąpił go Dozyteusz.